# Mohamed Aakib
Mohamed Aakib Mohamed Faizal (Sinh ngày 26 tháng 6 năm 2000) là một cầu thủ bóng đá người Sri Lanka chơi ở vị trí tiền đạo cho câu lạc bộ Colombo và đội tuyển quốc gia Sri Lanka.

## Sự nghiệp

### Thành tích quốc tế
Tính đến ngày 8 tháng 6 năm 2022
| Đội tuyển quốc gia | Năm  | Số lần ra sân | Bàn thắng |
| ------------------ | ---- | ------------- | --------- |
| Sri Lanka          | 2019 | 8             | 2         |
| Sri Lanka          | 2020 | 0             | 0         |
| Sri Lanka          | 2021 | 10            | 1         |
| Sri Lanka          | 2022 | 1             | 0         |
| Tổng               | Tổng | 19            | 3         |

| STT | Ngày                 | Địa điểm tổ chức                               | Đối thủ    | Ghi bàn | Tỉ số chung cuộc | Thể thức                     | Chú thích |
| --- | -------------------- | ---------------------------------------------- | ---------- | ------- | ---------------- | ---------------------------- | --------- |
| 1   | 28 tháng 5 năm 2019  | Sân vận động Quốc gia Lào mới, Viêng Chăn, Lào | Lào        | 1–0     | 1–2              | Giao hữu                     | [ 3 ]     |
| 2   | 31 tháng 5 năm 2019  | Sân vận động Quốc gia Lào mới, Viêng Chăn, Lào | Lào        | 2–0     | 2–2              | Giao hữu                     | [ 4 ]     |
| 3   | 19 tháng 11 năm 2021 | Colombo Racecourse, Colombo, Sri Lanka         | Seychelles | 2–1     | 3–3              | 2021 Four Nations Tournament | [ 5 ]     |